# Grup de la bottinoïta
El grup de la bottinoïta és un grup de minerals de la classe dels òxids que cristal·litzen en el sistema trigonal. El grup està format per dues espècies minerals: la bottinoïta, el mineral que dona el nom al grup, i la brandholzita. Totes dues espècies són hidròxids.
| Espècie      | Fórmula             |
| ------------ | ------------------- |
| Bottinoïta   | NiSb5+ 2(OH)₁₂·6H₂O |
| Brandholzita | Mg[Sb(OH)₆]₂·6H₂O   |

Segons la classificació de Nickel-Strunz els dos minerals que formen aquest grup pertanyen a "04.FH: Hidròxids (sense V o U), amb H₂O +- (OH); octaedres aïllats».
Als territoris de parla catalana ha estat trobada la bottinoïta al Correc d'en Llinassos, a la localitat d'Oms, un municipi de la comarca del Rosselló, a la Catalunya del Nord.